# Turanium rauschorum
Turanium rauschorum är en skalbaggsart som beskrevs av Holzschuh 1998. Turanium rauschorum ingår i släktet Turanium och familjen långhorningar. Inga underarter finns listade i Catalogue of Life.